# مؤشر معايير التلوث
يوفر مؤشر معايير التلوث أو PSI نظامًا موحدًا لقياس مستويات التلوث بالنسبة لملوثات الهواء الرئيسية. ويعتمد على مقياس تم ابتكاره من قبل وكالة حماية البيئة الأمريكية (USEPA) لتوفير وسيلة للإذاعة والصحف كي يقدموا تقاريرعن جودة الهواء يوميًا.
ويتم الإبلاغ عن مؤشر معايير التلوث كرقم على مقياس يتراوح من 0 إلى 500 وهو مؤشر جودة الهواء. وتتيح أرقام المؤشر هذه لأفراد الجمهور إمكانية تحديد ما إذا كانت مستويات تلوث الهواء في مكان معين جيدة أو غير صحية أو خطيرة أو ما هو أسوأ. ويتم استخدام مؤشر معايير التلوث في عدد من البلدان بما فيها الولايات المتحدة وسنغافورة. ومع ذلك، فمنذ عام 1999، استبدلت وكالة حماية البيئة الأمريكية مؤشر معايير التلوث بـ مؤشر جودة الهواء لدمج معاييرجديدة عن PM2.5 والأوزون.

## مؤشر معايير التلوث في سنغافورة
حدثت أعلى قراءة على الإطلاق لمؤشر معايير التلوث في سنغافورة أثناء سديم جنوب شرق آسيا في سبتمبر 1997. وتم تجميع الرسم البياني أدناه لقيم مؤشر معايير التلوث مع بيان وقيم المؤشر وفقًا لـ وكالة البيئة الوطنية.
| مؤشر معايير التلوث | البيان              | الآثار الصحية العامة |
| ------------------ | ------------------- | --- |
| 0 - 50             | جيد                 | لا يوجد |
| 51 - 100           | متوسط               | عدم وجود آثار أو ظهور آثار طفيفة على عامة السكان |
| 101 - 200          | غير صحي             | تزايد حدة الأعراض بصورة خفيفة بين الأشخاص الذين لديهم حساسية أي الحالات الكامنة مثل مرض القلب المزمن أو أمراض الرئة؛ وأعراض تهيج عابرة مثل تهيج العين أو العطس أو السعال لدى بعض السكان الأصحاء. |
| 201 - 300          | غير صحي بدرجة كبيرة | تزايد حدة الأعراض بصورة متوسطة بين الأشخاص الذين يعانون من أمراض القلب المزمنة أو أمراض الرئة أو أعراض تهيج عابرة لدى بعض السكان الأصحاء.                                                        |
| 301 - 400          | خطير                | بداية مبكرة لبعض الأمراض بالإضافة إلى تفاقم الأعراض لدى الأشخاص الأكثر عرضة لتلك الأمراض، وانخفاض القدرة على التحمل لدى الأشخاص الأصحاء.                                                         |
| أعلى من 400        | خطير                | تشكل مستويات مؤشر معايير التلوث الأعلى من 400 تهديدًا لحياة المرضى والأشخاص المسنين. وقد يعاني الأفراد الأصحاء من أعراض صحية سلبية تؤثر على النشاط العادي.                                        |

ملاحظة:: يعكس هذا المخطط ما يظهر في سنغافورة، وربما يختلف عن البلدان الأخرى.

## مؤشر معايير التلوث (مؤشر تلوث الهواء) في ماليزيا
تم رصد جودة الهواء في ماليزيا بنفس القيمة التي تظهر في مؤشر تلوث الهواء الذي يستند بشكل وثيق على مؤشر معايير التلوث. وتم رصد أربعة من عناصر التلوث في المؤشر (أي أول أكسيد الكربون، والأوزون، وثاني أكسيد النيتروجين وثاني أكسيد الكبريت) في جزء في المليون ولكن يتم رصد مادة PM10 بالميكروجرام/متر مكعب.
وعلى عكس مقياس جودة الهواء الأمريكي، يمكن أن يتجاوز المؤشر درجة أعلى من 500، وفي حالة تخطي المؤشر لـ 500 درجة تعلن حالة الطوارئفي المنطقة المبلغ عنها. وعادة ما يعني هذا تعليق الخدمات الحكومية غير الضرورية، وغلق جميع الموانئ في المنطقة المتضررة. وقد يكون هناك أيضًا حظرًا على أنشطة القطاع الخاص التجاري والصناعي في المنطقة المبلغ عنها باستثناء قطاع الأغذية.

## مؤشر جودة الهواء الصحي في كندا
يتم قياس تلوث الهواء في كندا والمخاطر الصحية المقترنة به بواسطة مؤشر جودة الهواء الصحي أو (AQHI). وهي أداة لحماية الصحة وتستخدم لاتخاذ قرارات للحد من التعرض قصير الأجل لتلوث الهواء من خلال تعديل مستويات النشاط خلال زيادة مستويات تلوث الهواء.
ويعد مؤشر جودة الهواء الصحي أو "AQHI" برنامجًا فيدراليًا يتم تطبيقه بالتنسيق المشترك بين وزارتي الصحة الكندية والبيئة الكندية. ومع ذلك، فإن برنامج مؤشر جودة الهواء الصحي لن يكون قابلاً للتطبيق دون التزام ودعم من المقاطعات والبلديات والمنظمات غير الحكومية. ويكون الشركاء المحليون مسئولين عن أداء معظم الصلة المرتبط بتطبيق برنامج مؤشر جودة الهواء الصحي بداية من مراقبة جودة الهواء إلى الاتصالات الخاصة بالخطر الصحي والمشاركة المجتمعية. ويكون مقياس مؤشر جودة الهواء الصحي بأرقام تبدأ من 1 إلى 10 + لتحديد مستوى المخاطر الصحية المرتبطة بجودة الهواء محليًا. وفي بعض الأحيان، عندما تكون كمية الهواء الملوث مرتفعة بشكل غير طبيعي، فقد يتجاوز الرقم 10. ويقدم مؤشر جودة الهواء الصحي قيمة حالية عن جودة الهواء محليًا بالإضافة إلى توقعات القيم القصوى لجودة الهواء المحلي في نفس اليوم والليلة واليوم التالي، كما يقدم نصائح صحية ذات صلة.
| 1 | 2 | 3 | 4 | 5 | 6 | 7 | 8 | 9 | 10 | + |

| المخاطر: | منخفضة (1-3) | متوسطة (4-6) | مرتفعة (7-10) | مرتفعة جدًا (أعلى من 10) |

كما هو معروف الآن بأنه حتى المستويات المنخفضة لتلوث الهواء يمكن أن تؤدي إلى عدم الراحة للسكان ذوي الحساسية، فقد تم تطوير المؤشر كسلسلة متصلة: فكلما ارتفع الرقم، ازدادت المخاطر الصحية والحاجة إلى اتخاذ الاحتياطات اللازمة. ويصف المؤشر مستوى المخاطر الصحية المرتبطة بهذا الرقم بأنه «منخفض»، أو «معتدل» أو «مرتفع» أو «مرتفع جدًا»، ويقترح الخطوات التي يمكن اتخاذها للحد من التعرض لها.
| المخاطر الصحية | مؤشر صحة جودة الهواء | الرسائل الصحية | الرسائل الصحية |
| -------------- | -------------------- | --- | --- |
|                |                      | السكان المعرضون للمخاطر                                                                                           | *عامة السكان |
| منخفضة         | 1-3                  | تمتع بممارسة أنشطتك الخارجية المعتادة.                                                                            | جو مثالي لممارسة أنشطتك بالهواء الطلق                                                                                  |
| معتدلة         | 4-6                  | فكر في تقليل أو إعادة جدولة الأنشطة الشاقة إذا كنت في الهواء الطلق وكنت تعاني من أعراض.                           | ليست هناك حاجة لتعديل أنشطتك الخارجية المعتادة إلا إذا شعرت بأية أعراض مثل السعال وتهيج الحلق.                         |
| مرتفعة         | 7-10                 | قم بتقليل أو إعادة جدولة الأنشطة الشاقة في الهواء الطلق. ويجب على الأطفال وكبار السن أيضًا أن يأخذوا الأمر بسهولة. | يجب التفكير في تقليلأو إعادة جدولة الأنشطة الشاقة التي تمارسها بالهواء الطلق خاصة إذا كنت تعاني من السعال وتهيج الحلق. |
| مرتفعة جدًا     | أعلى من 10           | تجنب الأنشطة الشاقة في الهواء الطلق. ويجب على الأطفال وكبار السن أيضًا أن يتجنبوا بذل مجهود في الهواء الطلق.       | يجب تقليل أو إعادة جدولة الأنشطة الشاقة التي تمارسها في الهواء الطلق خاصةً إذا كنت تعاني من السعال وتهيج الحلق.         |

يتم القياس على أساس العلاقة التي تمت ملاحظتها بين مستوى ثاني أكسيد النتروجين (2NO) ومستوى الأوزون الأرضي (3 O) وجسيمات المواد التي تؤدي إلى نسبة الوفيات (2.5PM) في العديد من المدن الكندية. وبشكل ملحوظ، يمكن لكل واحد من هذه الملوثات الثلاثة أن يشكل خطرًا على الصحة وحتى عند مستويات منخفضة من التعرض لها وخاصة بين أولئك الذين لديهم مشكلات صحية سابقة.
وعند تطوير مؤشر جودة الهواء الصحي، كان التحليل الأصلي بواسطة وزارة الصحة الكندية للآثار الصحية يتضمن ملوثات الهواء الخمسة الرئيسية وهي: الجسيمات والأوزون وثاني أكسيد النيتروجين (NO2) وكذلك ثاني أكسيد الكبريت (SO2) وأول أكسيد الكربون (CO). ويوفر العنصران الملوثان المذكوران آخرًا القليل من المعلومات حول توقع الآثار الصحية، وقد تمت إزالتهما من صياغة مؤشر جودة الهواء الصحي.
ولا يقيس مؤشر جودة الهواء الصحي آثار الروائح الكريهة أو غبار الطلع أو الغبار أو الحرارة أو الرطوبة.

## وصلات خارجية
- FAQ on the haze
- 24-hourly PSI readings in Singapore نسخة محفوظة 23 أكتوبر 2006 على موقع واي باك مشين.
- Current PSI readings in Singapore